# Bem Sex-Role Inventory
Le Bem Sex-Role Inventory (BSRI) est un outil d'évaluation (mesure) de la masculinité et de la féminité, utilisé pour la recherche sur les rôles de genre.
Il évalue comment les gens s'identifient psychologiquement. L'objectif de Sandra Bem du BSRI était d'examiner l'androgynie psychologique et de fournir des preuves empiriques pour montrer l'avantage d'une personnalité masculine et féminine partagée par rapport à une catégorisation sexotypée.
Le test est formaté avec 60 traits de personnalité différents que les participants évaluent eux-mêmes, sur la base d'une échelle de Likert en 7 points. Les traits sont uniformément dispersés, 20 traits masculins, 20 féminins et 20 traits de remplissage considérés comme neutres. Tous les traits du BSRI sont des aspects de la personnalité évalués positivement. De nombreuses études antérieures ont montré que les catégorisations de genre sont corrélées à de nombreux comportements genrés stéréotypés. 

## Histoire
« Dans le domaine de la psychologie, de nombreuses recherches sont menées sur les perceptions individuelles des rôles de genre et sur les corrélats comportementaux et comportementaux. Les rôles de genre peuvent être définis comme « des attentes concernant le comportement approprié pour chaque sexe ». On peut aussi ajouter à cette définition les attentes que l'on a sur les caractéristiques appropriées de la personnalité ».
L'inventaire des rôles sexuels de Bem, publié en 1974, a été créé par Sandra Bem pour mesurer l'androgynie. Des traits masculins et féminins stéréotypés ont été trouvés en interrogeant 100 étudiants de premier cycle de l'université Stanford sur les traits qu'ils jugeaient socialement souhaitables pour chaque sexe. La liste originale de 200 traits a été réduite aux 40 traits masculins et féminins qui apparaissent sur le présent test. Des données normatives ont été trouvées à partir d'un échantillon de 1973 pour 444 hommes et 279 femmes et d'un échantillon de 1978 de 340 femmes et 476 hommes, tous également issus d'étudiants de premier cycle de l'université Stanford.

## Notation (storing) et interprétation
Les participants sont invités à s'autoévaluer sur chaque trait à l'aide d'une échelle de Likert. 
Le chiffre 'un' indique jamais ou presque jamais vrai, tandis que 'sept' indique toujours ou presque toujours vrai. À l'origine, l'androgynie était calculée en trouvant la différence de ratio entre les scores masculins et féminins ; mais depuis 1981, Bem conseille aux utilisateurs d'utiliser une technique médiane divisée pour une notation plus précise.
Le Bem Sex-Role Inventory propose quatre catégorisations différentes possibles : masculin, féminin, androgyne et indifférencié. Auparavant, on[Qui ?] pensait qu'un score androgyne était le résultat de traits masculins et féminins égaux, tandis qu'un score masculin ou féminin typé par le sexe était le résultat de plusieurs traits appartenant à l'une ou l'autre catégorie. Le quatrième type de score, indifférencié, était vu comme le résultat de traits masculins et féminins tous deux extrêmement faibles.
Cependant, après le changement de la technique de notation, il est apparu qu'androgyne est le résultat d'un score supérieur à la médiane dans les catégories masculine et féminine. Les scores sexotypés, masculins et féminins, sont le résultat d'un score supérieur à la médiane pour un sexe et inférieur à la médiane pour l'autre. Un score indifférencié est désormais le résultat d'un score inférieur à la médiane dans les catégories masculine et féminine. En d'autres termes, puisque les scores sont basés sur des données normatives, une classification androgyne se produit lorsqu'un sujet obtient un score supérieur à 50 % du groupe de comparaison dans les catégories masculine et féminine, tandis qu'une classification typée par sexe est le résultat d'un score supérieur à la moitié du groupe de comparaison. dans une seule catégorie de sexe.

## Fiabilité et validité
Le BSRI est empiriquement reconnu comme très solide.[réf. nécessaire]
Bem rapporte des coefficients alpha de 0,78 pour les échelles de féminité et de 0,87 pour l'échelle de masculinité. Le BSRI a aussi une fiabilité test-retest élevée.
Cependant, comme son résultat est déduit d'une auto-évaluation, la fiabilité de l'évaluation dépend de la précision avec laquelle les participants s'évaluent. 
Un score androgyne est le résultat de scores extrêmement masculins et féminins et un score indifférencié est le résultat de scores masculins et féminins extrêmement faibles. 
Il a été émis l'hypothèse que peut-être les tendances à se noter extrêmement bas et extrêmement élevés sur les traits peuvent affecter le placement de genre résultant d'un sujet.
Le degré de fiabilité de chaque technique de notation est sujet à débat. En comparant l'ancien score du ratio t à la technique de fractionnement médian nouvellement approuvée, 42,3 % des participants ont eu une catégorisation résultante différente. Étant donné que la méthode de répartition médiane base davantage les scores sur les données normatives de cette population, un participant peut être classé différemment en fonction de la population de sujets avec lesquels il passe le test. 
Par exemple, les résultats peuvent différer si le test a été administré à un groupe de marines par rapport à des élèves d'un lycée privé pour filles. Cela remet en question la fiabilité du test entre les échantillons. Comme l'a déclaré Elazar Pedhazur dans un extrait de sa critique, « Bem conclut sa discussion en déclarant : « Enfin, nous exhortons les enquêteurs à analyser davantage leurs données sans catégoriser les sujets individuels de quelque manière que ce soit, c'est-à-dire en utilisant la technique de régression multiple ». Tout en approuvant ce qui semble être une suggestion de mener des études dans le cadre des interactions trait-traitement, on ne peut s'empêcher de se demander : où est passée l'androgynie ? »

## Forme abrégée du test d'auto-évaluation
Cette forme abrégée du test permet d'augmenter la cohérence interne . Bem rapporte des alphas de coefficient de masculinité similaires et des alphas de coefficient de féminité plus élevés avec ce formulaire. La forme abrégée écarte les traits « féminin », « masculin » et « athlétique » des échelles d'auto-évaluation. Plus précisément, la forme abrégée a supprimé certains traits féminins qui pourraient être considérés comme moins souhaitables socialement, tels que « crédule »  et « enfantin ».
Les catégories masculines dépeignent la « dominance affirmée » et l'« instrumentalité », tandis que les catégories féminines dépeignent la « chaleur interpersonnelle » et l'« expressivité ».